# Siagri de Niça
Siagri de Niça, en llatí Syagrius (Soissons?, s. VIII - Niça, Provença-Alts-Costa Blava, 787) fou un noble franc, bisbe de Niça. És venerat com a sant per diverses confessions cristianes.

## Biografia
Fill de Carloman I, eran nebot de Carlemany. Seguí la carrera eclesiàstica i en 777 fou elegit bisbe de Niça, càrrec que ocupà fins a morir deu anys després.
Construí un monestir proper al sepulcre de Sant Ponç de Cimiez. En morir, fou succeït pel bisbe Joan.
L'única església que li ha estat dedicada al món és a Buggio (província d'Imperia), al lloc on la tradició diu que el sant havia celebrat algunes confirmacions.